# Paul Janowski
Paul Janowski (* 3. Juni 1917; † unbekannt) war ein deutscher Fußballspieler.

## Werdegang
Janowski erlernte das Fußball spielen bei Borussia Dortmund, wo er im Jahre 1935 in die erste Mannschaft aufrückte. Ein Jahr später gelang der Borussia der Aufstieg in die seinerzeit erstklassige Gauliga Westfalen. In den Jahren 1938 und 1942 wurde Janowski mit der Borussia jeweils Vizemeister der Gauliga hinter dem FC Schalke 04. Nach dem Ende des Zweiten Weltkrieges gehörte Janowski der Dortmunder Mannschaft an, die 1947 durch einen 3:2-Finalsieg über Schalke die Westfalenmeisterschaft gewann und damit die jahrelange Vorherrschaft der Schalker brach.
In der Saison 1947/48 spielte Janowski mit der Borussia noch in der neu geschaffenen Oberliga West. In 17 Spielen erzielte der linke Außenläufer zwei Tore. Nach der Saison wechselte er zum Bielefelder Vorortverein SV Brackwede, wo er seine Karriere ausklingen ließ.